# Fernando Varela
Fernando Lopes Varela Santos (n. 26 noiembrie 1987, Cascais, Districtul Lisabona, Portugalia) este un fotbalist capverdian, care joacă pe post de fundaș central la PAOK în Superliga Greacă. Pe plan internațional, are prezențe la națională pentru Republica Capului Verde. Varela a început fotbalul profesionist cu HG Estoril Praia, în a doua divizie portugheză, fiind împrumutat la UD Rio Maior într-un singur sezon. În ianuarie 2009, s-a mutat la CD Trofense.
În vara anului 2011, după două perioade de două sezoane cu Trofense, Varela a semnat pentru CD Feirense, revenind în prima ligă, după o absență de 2 ani.
În 29 mai 2012, Varela a semnat un contract pe trei ani cu FC Vaslui. A petrecut aici tot sezonul 2012-2013 și câteva etape din sezonul 2013-2014. Datorită performanțelor pe care le-a realizat la Vaslui, a reușit să intre în atenția campioanei-entitre Steaua, cu care a semnat un contract la 2 septembrie 2013. După 3 sezoane cu participări în cupele europene și două titluri de campion, Varela s-a transferat pentru 1,1 milioane de euro la PAOK Salonic.

## Palmares

### Club
Steaua București
- Liga I: 2013-2014, 2014-2015
- Cupa României: 2014-2015
- Cupa Ligii: 2014-2015, 2015-2016

PAOK Salonic
- Cupa Greciei: 2016-2017, 2017-2018

### Individual
- Cel mai bun străin din Liga I: 2015[3]

## Legături externe
- Fernando Varela la RomanianSoccer
- Fernando Varela pe footballzz.co.uk
- Profilul lui Fernando Varela pe ForaDeJogo
- Varela.html Fernando Varela pe site-ul National-Football-Teams.com
- Fernando Varela pe site-ul FIFA (arhivat)